# Повєдь (село)
Повєдь (рос. Поведь) — село в Торжоцькому районі Тверської області Російської Федерації.
Населення становить 30 осіб. Входить до складу муніципального утворення Яконовське сільське поселення.

## Історія
Від 2005 року входить до складу муніципального утворення Яконовське сільське поселення.

## Населення
| 1859 | 1884 | 2002 | 2010 |
| ---- | ---- | ---- | ---- |
| 170  | ↗195 | ↘34  | ↘30  |